# 42번가의 유령
《42번가의 유령》(The Phantom Of 42nd Street)은 미국에서 제작된 앨버트 허먼 감독의 1945년 미스터리 영화이다. 데이브 오브라이언 등이 주연으로 출연하였고 앨버트 허먼 등이 제작에 참여하였다.

## 출연

### 주연
- 데이브 오브라이언
- 케이 알드리지

### 조연
- 앨런 모우브레이
- 잭 멀홀
- 스탠리 프라이스
- 존 크로포드
- 시릴 드르반티
- 로버트 스트레인지
- 팻 글리슨
- 해리 스트랭
- 프랭크 젠크스
- 버드 버스터
- 에디세 엘리어트
- 폴 파워
- 밀턴 키비
- 베라 마쉬

## 기타
- 원작자: 잭 하비
- 세트: 해리 레이프
- Ass-PD: 마틴 무니